# Takuzo Kawatani
Takuzo Kawatani (japanisch 川谷 拓三 Kawatani Takuzo, * 21. Juli 1941 in Xinjing, Mandschukuo; † 22. Dezember 1995 in Japan) war ein japanischer Sänger und Schauspieler.
Zwischen 1967 und 1995 spielte er in 56 Filmen mit. 1978, 1989 und 1989 war er als bester Nebendarsteller für den Japanese Academy Award nominiert.

## Filmographie (Auswahl)

### Filme
- 1967: Zoku ô-oku maruhi monogatari
- 1967: Eleven Samurai
- 1968: Bakuchi-uchi: Nagurikomi
- 1968: Kaettekita gokudô
- 1969: Tosei-nin Retsuden
- 1969: Gokuaku bôzu: nenbutsu hitokiri tabi
- 1970: Hitokiri kannon-uta
- 1970: Nihon jokyo-den: tekka geisha
- 1971: Onna toseinin
- 1971: Gokuaku bozu – Nomu utsu kau
- 1971: Gendai poruno-den: Sentensei inpu
- 1972: Hibotan bakuto: Jingi tooshimasu
- 1972: Kizu darake jinsei furui do de gonzansu
- 1972: Onsen suppon geisha
- 1972: Kogarashi Monjirô
- 1972: Bakuchi-uchi Gaiden
- 1973: Battles Without Honor and Humanity
- 1973: Poruno no joô: Nippon sex ryokô
- 1973: Battles Without Honor and Humanity: Deadly Fight in Hiroshima
- 1973: Sukeban: Kankain dassô
- 1973: Kyofu joshikôkô: Furyo monzetsu guruupu
- 1974: Battles Without Honor and Humanity: Proxy War
- 1973: Gendai ninkyô-shi
- 1973: Bohachi Bushido: Code of the Forgotten Eight
- 1973: Yamaguchi-gumi San-daime
- 1974: Battles Without Honor and Humanity: Police Tactics
- 1974: Der Wildeste von allen (Gekitotsu! Satsujin ken)
- 1974: Gakusei yakuza
- 1974: Karajishi keisatsu
- 1974: Battles Without Honor and Humanity: Final Episode
- 1974: Gokudo VS Mamushi
- 1974: Datsugoku Hiroshima satsujinshû
- 1974: Shijô saidai no himo: Nureta sakyu
- 1974: New Battles Without Honor and Humanity
- 1974: Jitsuroku hishyakaku ôkami domo no jingi
- 1974: Jînzu burûsu: Asu naki buraiha
- 1975: Nihon ninkyo-do: gekitotsu-hen
- 1975: Mamushi to aodaishô
- 1975: Cops vs. Thugs
- 1975: Yusuri no technique: Niku jigoku
- 1975: Tamawarinin Yuki
- 1975: Kigeki: Tokudashi – Himo tengoku
- 1975: Gambling Den Heist
- 1975: Kôshoku: Genroku (maruhi) monogatari
- 1975: New Battles Without Honor and Humanity: The Boss’s Head
- 1975: Gokudô shachô
- 1975: Bodo shimane keimusho
- 1976: Jitsuroku gaiden: Osaka dengeki sakusen
- 1976: Bôsô panikku: Daigekitotsu
- 1976: New Battles Without Honor and Humanity: The Boss’s Last Days
- 1976: Kurutta yajû
- 1976: Sengo Ryôki Hanzaishi
- 1976: Tokugawa onna keibatsu-emaki: Ushi-zaki no kei
- 1976: Yakuza Graveyard
- 1976: Kawachi no ossan no uta
- 1976: Hiroshima jingi: Hitojichi dakkai sakusen
- 1976: Kawachi no ossan no uta: yôkita no ware
- 1976: Piraniya-gundan
- 1977: Yamaguchi-gumi gaiden: Kyushu shinko-sakusen
- 1977: Dokufu oden kubikiri asa
- 1977: Piranha-gundan: Daboshatsu no ten
- 1977: Aus dem Leben Chikuzans (Chikuzan hitori tabi)
- 1977: Dokaben
- 1977: Nihon no jingi
- 1977: Doberuman deka
- 1978: Im Reich der Leidenschaft
- 1978: Bandits vs. Samurai Squadron
- 1978: Torakku yarô: Totsugeki ichiban hoshi
- 1979: Saraba eiga no tomoyo: Indian samaa
- 1982: Kidonappu burûsu
- 1985: The Burmese Harp
- 1985: Für Dich, Kayako (Kayako no tameni)
- 1985: Usugeshô
- 1985: Liebe Grüße aus Shibamata
- 1986: Bakumatsu seishun graffiti: Ronin Sakamoto Ryoma
- 1986: Tödliche Schatten (Jittemai)
- 1986: Hissatsu! III Ura ka Omote ka
- 1987: Hotaru-gawa
- 1987: Hei no naka no korinai menmen
- 1987: Eien no 1/2
- 1987: On’na sakasemasu
- 1988: Tsuru
- 1989: Zatoichi
- 1989: 226
- 1991: Kagerô
- 1991: Flecki, mein Freund
- 1992: Dreams of Russia
- 1992: Keisho sakazuki
- 1993: Haruka, nosutarujii
- 1993: Niji no hashi
- 1994: Pro Golfer Oribê Kinjirô 2
- 1994: Don o totta otoko

### Fernsehen
- 1967: Akakage
- 1975: Zenriyaku Ofukurosama
- 1975–1976: G-Men ’75
- 1978: Taiyō ni Hoero!
- 1978: Ōgon no Hibi
- 1984: Sanga Moyu